# Microchera chionura
La esmeralda coliblanca, esmeralda de cola blanca o esmeralda de Elvira (Microchera chionura) es una especie de ave apodiforme de la familia Trochilidae —los colibríes— perteneciente al género  Microchera, anteriormente situada en el género Elvira. Es nativa del este de América Central.

## Distribución y hábitat
Se distribuye por la vertiente del Pacífico, a lo largo de la cordillera de Talamanca desde el suroeste de Costa Rica hasta el centro de Panamá (Coclé); alcanza la vertiente caribeña localmente en Panamá.
Esta especie es considerada localmente común en sus hábitats naturales: los bosques de montaña húmedos a mojados, plantaciones de café a la sombra y jardines, bosques antiguos de segundo crecimiento; en el bosque, el macho se da sobre todo desde el sotobosque superior hasta el dosel, la hembra más en el sotobosque. Generalmente a 750 a 2000 m de altitud, en Costa Rica se reproduce sobre todo entre 1000 y 1700 m.
Esta especie de colibrí pesa menos de 3 gramos, lo que lo convierte en una de las aves más pequeñas que existen.

## Sistemática

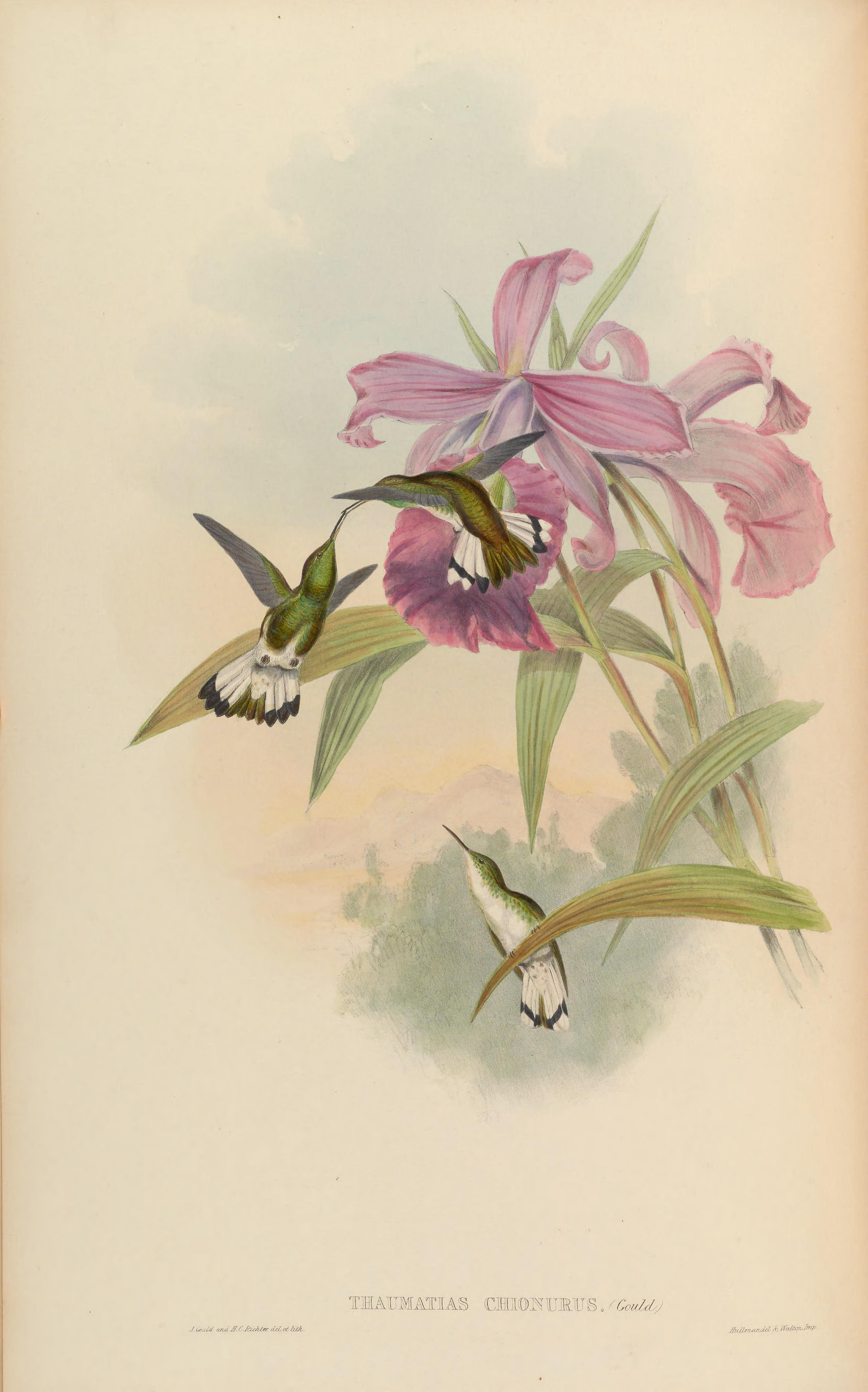
Thaumatias chionurus, ilustración de Gould y Richter en A monograph of the Trochilidae, or family of humming-birds 5, 1861.

### Descripción original
La especie M. chionura fue descrita por primera vez por el ornitólogo británico John Gould en 1851 bajo el nombre científico Trochilus chionura; su localidad tipo es: « David, 2000-3000 pies, Chiriquí, Panamá».

### Etimología
El nombre genérico femenino «Microchera» se compone de las palabras del griego «mikros» que significa ‘pequeño’ y «khēra» que significa ‘viuda’, en referencia al color negro; y el nombre de la especie «chionura» se compone de las palabras del griego «khiōn» que significa ‘nieve’ y «ouros» que significa ‘de cola’.

### Taxonomía
La presente especie y Microchera cupreiceps por mucho tiempo formaban un par, las únicas en el género Elvira, hasta que los estudios filogenéticos de McGuire et al. (2014) descubrieron que las dos especies eran parientes muy próximas de Microchera albocoronata, sumado a la concordancia biogeográfica entre las tres especies y a las similitudes del plumaje de las hembras, previamente ignoradas. Sobre esta base, y como Microchera tiene prioridad, las dos especie en Elvira fueron transferidas para el presente género, lo que fue reconocido por el Comité de Clasificación de Norte y Mesoamérica (N&MACC) en la Propuesta No 2020-A-02, y adoptado por las principales clasificaciones.  Es monotípica.